# Островенка
Островенка (рос. Островёнка) — присілок у Лузькому районі Ленінградської області Російської Федерації.
Населення становить 16 осіб. Належить до муніципального утворення Толмачовське міське поселення.

## Історія
Згідно із законом від 28 вересня 2004 року № 65-оз належить до муніципального утворення Толмачовське міське поселення.

## Населення
| 1838 | 1862 | 1928 | 1958 | 1997 | 2007 | 2010 |
| ---- | ---- | ---- | ---- | ---- | ---- | ---- |
| 17   | ↗21  | ↗176 | ↘45  | ↘26  | ↗27  | ↘16  |